# منطقة السقوط (فلم)
منطقة السقوط (بالإنجليزية: Drop Zone) هو فيلم حركي أمريكي صدر عام 1994 من إخراج جون بادهام، وبطولة ويسلي سنايبس وغاري بوسي ويانسي بوتلر ومايكل جيترر ولوكا بيرسوفاسا وكايل سيكور.

## روابط خارجية
- مقالات تستعمل روابط فنية بلا صلة مع ويكي بيانات